# Aiguille Dibona
L'aiguille Dibona est une aiguille culminant à 3 131 m d'altitude dans le massif des Écrins, au cœur du massif du Soreiller, très appréciée par les grimpeurs. Sa forme caractéristique, sa facilité d'accès et la qualité exceptionnelle de son granite ont conduit les grimpeurs à y tracer de nombreux itinéraires qui sont parmi les plus populaires du massif des Écrins.
Historiquement appelée Pain de Sucre du Soreiller, elle doit son nom actuel à Angelo Dibona, son premier ascensionniste, le 27 juin 1913 avec Guido Mayer.
À son pied se trouve le refuge du Soreiller, accessible en 2 h 30 à partir du hameau des Étages.

## Histoire
- 1913 - Première ascension, peu difficile par l'arête nord, par Angelo Dibona et Guido Mayer, le 27 juin
- 1932 - Première voie difficile par Jacques Boell et Alain Le Ray
- 1937 - Face sud directe par Andéol Madier de Champvermeil et Maurice Fourastier[2]
- 1939 - Faces est et ouest par Maurice Laloue et Andéol Madier de Champvermeil ; ce dernier est victime d'un accident mortel sur la Dibona cette même année[2]
- 1948 - Arête sud-ouest par Robert Gabriel et Georges Livanos
- 1967 - Voie des Savoyards, sur les faces sud et ouest, par Bernard Wyns et Pierre Chapoutot
- 1968 - Voie des Militaires par Jean-Claude Marnier et Jean-Pierre Peters

L'aiguille Dibona a servi de modèle pour l'insigne du mouvement Jeunesse et montagne créé en 1941[réf. souhaitée].

## Escalade
L'aiguille Dibona est un haut lieu de l'escalade du massif des Écrins. Le refuge du Soreiller et tout le massif autour sont très fréquentés par les grimpeurs en été. Les principales voies d'ascension sont : 
- la voie normale et historique : courte escalade de 100 m (PD) ;
- les voies de la faces sud, la face la plus fréquentée :
  - voie des Savoyards,
  - voie Madier,
  - Visite obligatoire,
  - voie Boell-Stoefer ;

Les faces E et W sont en revanche moins fréquentées.
En août 2023, Benjamin Védrines a mis 1 h 24, dont 52 min jusqu'au refuge, pour atteindre le sommet en partant du parking de la route de La Bérarde (à 1 580 m), et en empruntant la voie Madier en solo.